# 키르키아과
키르키아과(Kirkiaceae)는 무환자나무목에 속하는 속씨식물 과이다. 키르키아속(Kirkia)과 플레이오키르키아속(Pleiokirkia)의 2개 속에 총 6종을 포함하고 있다. 이 2개 속은 이전에 소태나무과로 분류했지만, 콰신도 리모닌도 만들지 않는 키르키아과로 옮겨 분류한다. 마다가스카르섬과 아프리카 동부 해안을 따라 자생한다.

## 하위 속
- 키르키아속 (Kirkia)
- 플레이오키르키아속 (Pleiokirkia)